# ترور (فیلم ۱۹۲۷)
«ترور» (انگلیسی: Assassination) یک فیلم است که در سال ۱۹۲۷ منتشر شد.

## بازیگران
- Eduard Rothauser در نقش Geheimrat Burthe
- Mathilde Sussin در نقش Frau Burthe
- هانس اشتووه در نقش Joachim Burthe
- Grete Mosheim در نقش Charlotte Burthe
- رودولف فورستر در نقش Gregor von Askanius
- فریدریش کایسلر در نقش Minister
- آدیله ساندروک در نقش Mutter
- الن کورتی در نقش Jelena Maikova
- برنهارد گوتزکه در نقش Professor Lenzberg
- Carl Walther Meyer در نقش Assistenzarzt
- گرته راینوالد در نقش Tochter des Gärtners
- ماتیاس ویمن در نقش Irrsinniger
- پاول هنکلس در نقش Kreisarzt
- Irma Green در نقش Dirne
- Henry Bender در نقش Schliepke
- ایدا ووست در نقش Frau Schliepke
- Gustav Trautschold
- کورت گرون